# Земля (фільм, 1930)
«Земля» — український радянський художній німий фільм. Третій фільм української трилогії Олександра Довженка: («Звенигора», «Арсенал», «Земля»). Прем'єра фільму відбулася 8 квітня 1930 року в Києві. Двічі був реставрований: у 1971 в Росії та в 2012 в Україні. Має декілька варіантів музичного супроводу.
Фільм зображає перші роки колективізації в Українській РСР, змальовуючи їх крізь конфлікт колгоспників і куркулів. Водночас Довженко наділив «Землю» символізмом містичного зв'язку українського народу зі своєю землею, стверджував про розрив людини й природи внаслідок колективізації.
Багатьма критиками «Земля» вважається найкращим фільмом у всій фільмографії Довженка, деякими — одним з найкращих в історії кіно. Проте в СРСР «Земля» зазнала осуду за недостатню комуністичну ідеологічність і натуралізм, симпатії противникам колективізації, внаслідок чого фільм зняли з прокату вже за кілька днів після прем'єри.
Займає 2-у позицію у списку 100 найкращих фільмів в історії українського кіно.

## Сюжет
Фільм відкривається краєвидами полів і поглядом на достиглий врожай українського села. Старий хлібороб Семен Трубенко чекає в яблуневому саду своєї смерті. В оточенні своєї родини, включаючи сина Опанаса і друга Петра, він упевнений, що прожив гідне життя. Петро просить, щоб той після смерті дав знак, куди він потрапить: у рай чи в пекло. Він каже, що дав би Семену орден. Старий просить дати йому яблуко та милується дітьми, а потім тихо помирає.
Згодом відбуваються збори селян, на яких оголошують список куркулів — заможних селян, яких звинувачують у привласненні спільного надбання. Комсомолець Василь, онук Семена і син Опанаса, виступає проти батька. Він не засуджує його, але каже, що той постарів і не розуміє переваг колективізації. Проте порозуміння недовге, адже скоро в село привезуть трактори, якими Василь обіцяє скористатися проти куркулів.
Хлібороб Архип, збентежений змінами, відвідує могилу Семена, допитується в померлого як йому на тому світі, але відповіді так і не отримує. Василь приїжджає з першим трактором, подивитися на нього збігаються майже всі селяни. Але трактор скоро зупиняється — в радіаторі скінчилась вода. Голова колгоспу замовчує це, доповідає телефоном керівництву, що все гаразд. Архип, який оре землю волами, зверхньо спостерігає за селянами, чия робота зупинилась. Ті, однак, знаходять несподіване рішення — мочаться в бак радіатора. Василь, як і обіцяв, переорює трактором межу колгоспної та куркульської землі. Колгоспники спільно збирають урожай і випікають хліб. Куркуль Хома, що вже радів з невдачі, замислюється про розправу над Василем. Увечері Василь, танцюючи, йде дорогою. Темна постать стріляє в нього.
Василь помирає, його оточують рідні, як колись його діда Семена. Опанас вирушає помститися за сина й допитується в куркулів, хто вбивця. Головний підозрюваний — Хома, але він не зізнається. Опанаса відвідує священник, аби відспівати Василя. Опанас каже йому, що Бога нема, та просить синових друзів влаштувати похорон «без попів і без дяків» і «співати нові пісні для нового життя». Селяни несуть труну з Василем повз яблуневий сад, виконуючи прохання про спів. Священник даремно просить у Бога покарати їх і знищити колгоспи. Наречена Василя, Наталя, в розпачі зриває з себе одяг і бігає по спорожнілій хаті. Мати Василя тим часом народжує.
На кладовищі один із комсомольців виголошує палку промову про сміливість Василя. Над селом саме пролітає аероплан, з яким комсомолець порівнює Василеву славу. Хома прибігає і зізнається, що він убивця. Проте натовп не чує й не помічає його. На поля та сади проливається рясний дощ.

## У ролях
- Степан Шкурат — Опанас
- Семен Свашенко — Василь
- Юлія Солнцева — сестра Василя
- Олена Максимова — Наталя, наречена Василя
- Василь Красенко — Петро (в титрах не вказаний)
- Володимир Михайлов — сільський священник
- Іван Франко — Архип Білокінь
- Петро Масоха — Хома, син Архипа
- Микола Надемський — Семен
- Павло Петрик — молодий партійний активіст
- Лука Ляшенко — молодий куркуль
- П. Уманець  — сільський голова
- О. Бондіна — селянка
- Є. Бондіна — дівчина-селянка
- М. Мацюця — дівчина-селянка (в титрах не вказана)

## Створення
Роботу над сценарієм Олександр Довженко розпочав у травні 1929 року. Після анонсу «Землі» 25 травня режисер відбув з робочим візитом до Берліна. Повернувшись в Україну в червні, він наприкінці місяця разом зі знімальною групою вирушив до села Яреськи на Полтавщині для початку знімального процесу. У вересні група повернулася до Києва, знімання продовжили в районі Голосієва та Китаєва. Тоді ж відбулася експедиція в Сухумі (Грузія). Монтаж фільму завершили в грудні, а фільм презентували батьку режисера та найближчому колу соратників. У січні 1930 року разом із композитором Давидом Блоком Довженко працював над пошуком музичного супроводу до стрічки. Комісія ВУФКУ 26 січня схвально прийняла фільм, на її засіданні був присутній нідерландський кінорежисер Йорис Івенс. У початковій версії автором музики виступив український композитор Лев Ревуцький. Кошторис склав 104 тис. карбованців, що зробило фільм другим найдорожчим в історії ВУФКУ після стрічки «Тарас Шевченко» (1926). В оригіналі «Земля» мала українські інтертитри, з яких уцілів єдиний фрагмент.
У березні 1930 року тривали громадські обговорення фільму, де прозвучала критика на адресу авторів. З огляду на це 24 березня фільм переглянула Всесоюзна центральна рада професійних спілок (ВЦРПС). Цензорами були вилучені деякі сцени, як-то з Наталкою, нареченою Василя, яка, дізнавшись про його смерть, оголена, у розпачі кидається по хаті — обґрунтуванням вилучення сцени послугувала її «абсолютна незрозумілість для масового робоче-селянського глядача», сцена начебто відволікала увагу від «революційного поховання вбитого куркулем Василя». Також була вирізана сцена селянина з трактористом, які справляють потребу у радіатор, аби охолодити двигун. Кадри були повернені лише наприкінці 1950-х, після визнання на всесвітній виставці в Брюсселі.
4 квітня, за кілька днів до прем'єри, вийшла розгромна віршована рецензія Дем'яна Бєдного. Після виконання необхідних купюр та 32 офіційних і приватних показів 8 квітня 1930 року «Земля» вийшла на київські екрани. Та вже 17-го числа фільм зняли з показу. Офіційною причиною вказували натуралізм та замах на звичаї.

## Реставрація та музичний супровід
Коли стрічку реабілітували, 1971 року її відреставрували на кіностудії «Мосфільм» під керівництвом удови Довженка Юлії Солнцевої. Відновленням звуку займався композитор В'ячеслав Овчинников. Згодом 1997 року нову музику до фільму написав Олександр Попов, а виконав оркестр Маріїнського театру в Санкт-Петербурзі.
2012 року «Землю» відреставрували на замовлення Довженко-Центру. Новий музичний супровід для фільму створив український етно-хаос гурт «ДахаБраха». Написана наново музика переорієнтовує акценти «Землі» з ідеологічних на загальногуманістичні. Прем'єра відреставрованої версії фільму з новим саундтреком відбулася на Одеському міжнародному кінофестивалі 21 липня 2012 року. 2014 року цю версію презентували з відновленими українськими інтертитрами.
2017 року ще один варіант сучасного саундтреку до цього фільму створила Мар'яна Садовська. Його прем'єра відбулася на фестивалі «Un-Week-End-à-l'Est» в Парижі (Франція). В Україні прем'єра музичного супроводу відбулася у Довженко-Центрі 2019 року.

## Оцінки

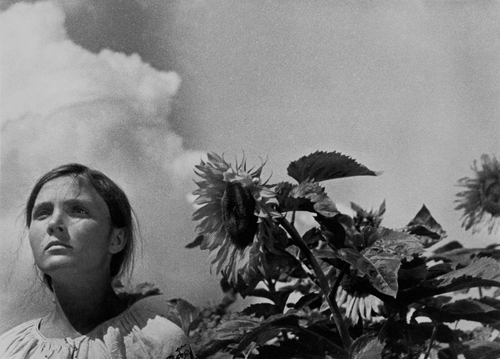
Кадр із фільму

Керівництво «Українфільму» визнало, що «Земля» відповідає за своєю ідеологічною орієнтацією лінії партії та заходам, вжитим для земельної реорганізації в сільському господарстві. Але критики Павло Бляхін, Хрисанф Херсонський та особливо Дем'ян Бєдний дорікали фільму за незрозумілість масам, недостатній осуд куркулів, зображення оголеної актриси Солнцевої. Лева Ревуцького сталінська влада гостро критикувала за «формалізм» його музики до «Землі», після чого він фактично перестав писати, за винятком кон'юнктурних замовлень.
Довженко описував у «Автобіографії» свої переживання після випуску «Землі»: «Радість творчого успіху була жорстоко подавлена страховинним двопідвальним фейлетоном Дем'яна Бєдного під назвою „Философы“ в газеті „Известия“. Я буквально посивів і постарів за кілька днів. Це була справжня психічна травма. Спочатку я хотів був умерти». «В „Землі“ вмирає мій дід. Шкурат — мій батько. Я — парубок, що сидить з дівкою на призьбі… Як мучивсь я і проклинав адміністрацію, що з'їдала мої нерви, мою душу, всі мої сили своїм нікчемством. Яке розчарування я мав по закінченні картини».
На противагу більшості радянських критиків, Микола Бажан один із небагатьох став на захист режисера, розуміючи його бачення колективізації: перехід патріархального селянства до колективістського суспільства обов'язково проходитиме через постійний конфлікт людини та природи. Він називав «Звенигору» й «Арсенал» кінопоемами, а Довженка — «руїнником канонів», експериментатором, який змушує звиклого до кінорозваг глядача мислити. Йорис Івенс із захватом відгукувався про фільм: «Не лише пролетаріат Радянського Союзу, а пролетаріат всього світу вітатиме появ нього фільму й братиме в нього свіжі сили для своєї боротьби. Це пояснюється тим, що в „Землі“ досягнуто абсолютної гармонії між формою й змістом, а, оскільки існує ця гармонія, фільм буде зрозумілий для найширших мас. За найбільшу заслугу тов. Довженка я вважаю те, що він зробив цю річ у широко інтернаціональному масштабі. Її зрозуміють абсолютно всі».
Згідно з характеристикою Довженко-Центру, кінострічка «сповнена ліричного пантеїзму, й водночас утопічної екзальтації, вона продемонструвала всю неоднозначність українського цивілізаційного вибору 1920-х, кульмінацією якого стала драматична колективізація».
Віра Агеєва, професорка Києво-Могилянської академії, 2017 року писала: «Земля» тому й стала шедевром, що в ній Довженко образністю долав політичну заангажованість. Уже перші кадри (море пшениці, хмари) показують незіпсутий первозданний світ достатку, здоров'я, селянського хліборобського раю. Та щойно в фільмі з'являється соціальна конкретика, з нею виникає і пекло розбрату. Фільм засвідчує, що задля майбутнього щастя ланцюг кривавої помсти врешті переривається — вбивця лишається сам на сам, але йому водночас більше нікуди сховатися від людської зневаги, сама земля не приймає його. При цьому фільм має трагічний зв'язок з дійсністю: «„Землю“ одразу визнано світовою класикою, Довженкові яблука стали великим символом. Між тим, коли ми дивимося сьогодні на дітей, які граються в яблуневому едемі, не можемо не думати, що за кілька років їм, найімовірніше, судилося загинути у великому голодоморі 1933… Рівня „Землі“ Довженко вже так ніколи й не сягнув. Фільми тридцятих-сорокових стали свідченнями деградації обдарування. Лише в атмосфері суспільної відлиги він зміг написати „Зачаровану Десну“ — повість про дитинство, про людину в колі сім'ї, у єдності з природою».
Згідно з матеріалом радіо «Свобода» 2014 року, фільм «Земля» насправді врятував Довженка від ув'язнення та розстрілу: «Сталін побачив, що німі фільми Довженка, його „Земля“, вже промовили до цілого світу і що тепер фізично нищити Довженка невигідно. Тоді-то в Кремлі вирішили вбити не Довженка, а його геній. У Кремлі вирішили відняти в України творця її відродження і присвоїти собі його українське світове ім'я і славу».
Незалежний інтернет-журнал «Platfor.ma» писав: «Можна легко забути, що фільм про колективізацію, дивлячись на сільські пейзажі, довгі плани, фактурні обличчя акторів. Усе це виливається в поетичний гімн українського світогляду, нероздільного існування людей та землі. Партійні діячі відчули, що їхній задум опинився на другому плані і шукали приводу заборонити фільм».
Етнолог Юрій Пуківський писав про «Землю» 2021 року: «Довженко у властивій йому манері підійшов до теми з філософським розмахом: режисер та сценарист перетворив образ землі на метафору національного космосу, центр і сенс існування українського селянина. У цьому гармонійному космосі землероби ведуть щасливе позачасове життя, спокій якого порушує поява трактора. У фільмі Довженко показав розірвання органічного і містичного зв'язку із землею, яке спричинила колективізація».

## Нагороди та визнання
Довженко з подивом дізнався, що фільм має грандіозний успіх у Європі, тоді як в Українській РСР він був заборонений. Після прем'єри в Берліні про Олександра Довженка випустили 48 статей, у Венеції італійські кінематографісти називали Довженка «Гомером кіно». Проте в Радянському Союзі стрічку реабілітували лише 1958 року після міжнародного референдуму в Брюсселі.
- 1932 — свідоцтво про участь у І МКФ у Венеції (фестиваль закрився без присудження нагород);
- 1958 — на Всесвітній виставці в Брюсселі (Бельгія) за результатами опитування, проведеного Бельгійською синематикою серед 117 видатних критиків і кінознавців із 26 країн світу, фільм було названо серед 12 найкращих картин усіх часів і народів[19].

2015 року ЮНЕСКО назвала «Землю» однією з п'яти головних стрічок у світовій історії.